# Rafael Carrascal
Rafael Carrascal (Toluviejo, Colombia; 26 de noviembre de 1992) es un futbolista colombiano. Juega de mediocampista y su equipo actual es el América de Cali de la Categoría Primera A de Colombia. Es primo del también futbolista Jorge Carrascal.

## Trayectoria

### Inicios
Rafael Carrascal ingresó a una escuela de fútbol en Toluviejo a los 7 años, por cosas del destino ésta se acabó. Llegando a Semillero Sucreño donde jugó un año aproximadamente y de allí gracias a sus habilidades y a su técnica con el balón se ganó la oportunidad de hacer parte de las divisiones menores de Atlético Nacional. Allí estuvo desde el año 2009 hasta el 2011, es decir tres temporadas continuadas.

### Alianza Petrolera
En el club aurinegro fue figura llegando a ser el segundo jugador con más partidos disputados allí después de David Valencia que ostenta el récord con 156 partidos.

### Millonarios
El 15 de diciembre de 2015 fue confirmado como nuevo refuerzo de Millonarios para el 2016. Debutaría el 31 de enero en la victoria 3-0 sobre Patriotas Boyacá. Empezó como titular los primeros partidos pero luego fue perdiendo la titular con Elkin Blanco aunque entraba como desde el banco de suplentes disputó 30 partidos en liga.

### Junior
El 17 de diciembre de 2016 es confirmado como nuevo refuerzo del Junior para la temporada 2017 donde disputaría la Copa Libertadores 2017. Luego de su paso por Millonarios, donde tuvo un buen desempeño en el medio campo. En Junior no tuvo continuidad, y además estuvo involucrado en algunos actos de indisciplina.

### Deportes Tolima
En junio de 2017 pasa al Deportes Tolima de Ibagué. Debuta el 8 de julio en el empate a cero goles frente a Jaguares de Córdoba.
El 9 de junio gana por penales el título del Torneo Apertura 2018 frente a Atlético Nacional en el Estadio Atanasio Girardot luego de haber ganado el partido 2 a 1 y empatado el global 3-3, consiguiendo la segunda estrella para el Deportes Tolima.
Su primer gol con el Vinotinto y oro lo hace el 25 de julio por la primera fecha del Finalización 2018 dándole la victoria 2 por 1 sobre el Atlético Nacional reviviendo la final pasada.

### Cerro Porteño
El 21 de junio de 2021 se va a préstamo con opción de compra al club paraguayo Cerro Porteño, tras una buena actuación con el club América de Cali en Copa Libertadores 2021 ante el club Cerro Porteño, el técnico del Ciclón, Francisco Arce pide por el jugador, sus primeros partidos ingresa como recambio, y tiene buenas actuaciones y luego tras la ida de Mathias Villasanti al Gremio queda como titular indiscutible en el medio campo del Ciclón de Barrio Obrero.

## Selección nacional

### Participaciones enEliminatorias al Mundial
| Eliminatoria                               | Sede del Mundial                | Posición      | Resultado  | PJ | GA | Asis |
| ------------------------------------------ | ------------------------------- | ------------- | ---------- | -- | -- | ---- |
| Eliminatorias Mundial de Norteamérica 2026 | Estados Unidos, México y Canadá | 6°lugar 22pts | En disputa | 0  | 0  | 0    |

## Clubes
| Club                 | País     | Año           |
| -------------------- | -------- | ------------- |
| Alianza Petrolera    | Colombia | 2012-2015     |
| Millonarios          | Colombia | 2016          |
| Junior               | Colombia | 2017          |
| Club Deportes Tolima | Colombia | 2017-2019     |
| América de Cali      | Colombia | 2019-2021     |
| Cerro Porteño        | Paraguay | 2021-2024     |
| América de Cali      | Colombia | 2025-presente |

## Estadísticas
| Club                         | Temporada           | Liga  | Liga  | Copa nacional | Copa nacional | Copa internacional | Copa internacional | Total | Total | Prom. · |
| Club                         | Temporada           | Part. | Goles | Part.         | Goles         | Part.              | Goles              | Part. | Goles | Prom. · |
| ---------------------------- | ------------------- | ----- | ----- | ------------- | ------------- | ------------------ | ------------------ | ----- | ----- | ------- |
| Alianza Petrolera · Colombia | 2012                | 32    | 1     | 8             | 0             | -                  | -                  | 40    | 1     | 0,02    |
| Alianza Petrolera · Colombia | 2013                | 32    | 0     | 7             | 0             | -                  | -                  | 39    | 0     | 0       |
| Alianza Petrolera · Colombia | 2014                | 31    | 1     | 3             | 1             | -                  | -                  | 34    | 2     | 0,05    |
| Alianza Petrolera · Colombia | 2015                | 38    | 1     | 1             | 0             | -                  | -                  | 39    | 1     | 0,02    |
| Alianza Petrolera · Colombia | Total               | 133   | 3     | 19            | 1             | 0                  | 0                  | 152   | 4     | 0,02    |
| Millonarios · Colombia       | 2016                | 30    | 0     | 3             | 0             | -                  | -                  | 33    | 0     | 0       |
| Millonarios · Colombia       | Total               | 30    | 0     | 3             | 0             | 0                  | 0                  | 33    | 0     | 0       |
| Atlético Junior · Colombia   | 2017                | 3     | 0     | 4             | 1             | 1                  | 0                  | 8     | 1     | 0,14    |
| Atlético Junior · Colombia   | Total               | 3     | 0     | 4             | 1             | 1                  | 0                  | 8     | 1     | 0,14    |
| Deportes Tolima · Colombia   | 2017                | 18    | 0     | -             | -             | -                  | -                  | 18    | 0     | 0       |
| Deportes Tolima · Colombia   | 2018                | 39    | 3     | 1             | 0             | -                  | -                  | 40    | 3     | 0,08    |
| Deportes Tolima · Colombia   | 2019                | 18    | 0     | 2             | 0             | 8                  | 0                  | 28    | 0     | 0       |
| Deportes Tolima · Colombia   | Total               | 75    | 3     | 3             | 0             | 8                  | 0                  | 86    | 3     | 0,03    |
| América de Cali · Colombia   | 2019                | 21    | 2     | 1             | 0             | 0                  | 0                  | 22    | 2     | 0,09    |
| América de Cali · Colombia   | 2020                | 19    | 0     | 3             | 0             | 4                  | 0                  | 26    | 0     | 0,0     |
| América de Cali · Colombia   | 2021                | 20    | 0     | 0             | 0             | 6                  | 0                  | 26    | 0     | 0,0     |
| América de Cali · Colombia   | Total               | 60    | 2     | 4             | 0             | 10                 | 0                  | 74    | 2     | 0,03    |
| Cerro Porteño Paraguay       | 2021                | 18    | 0     | 1             | 0             | 2                  | 0                  | 21    | 0     | 0,0     |
| Cerro Porteño Paraguay       | 2022                | 30    | 0     | 0             | 0             | 7                  | 0                  | 37    | 0     | 0,0     |
| Cerro Porteño Paraguay       | Total               | 48    | 0     | 1             | 0             | 9                  | 0                  | 58    | 0     | 0,0     |
| Total en su carrera          | Total en su carrera | 339   | 8     | 34            | 2             | 28                 | 0                  | 411   | 10    | 0,03    |

## Palmarés

### Torneos nacionales
| Título                | Club              | País     | Año  |
| --------------------- | ----------------- | -------- | ---- |
| Primera B             | Alianza Petrolera | Colombia | 2012 |
| Torneo Apertura       | Deportes Tolima   | Colombia | 2018 |
| Torneo Finalización   | América de Cali   | Colombia | 2019 |
| Campeonato colombiano | América de Cali   | Colombia | 2020 |
| Torneo Clausura       | Cerro Porteño     | Paraguay | 2021 |

### Distinciones individuales
| Distinción                         | Año  |
| ---------------------------------- | ---- |
| Once ideal del Torneo Finalización | 2019 |